# Help Me Dr. Dick
Help Me Dr. Dick ist eine im Jahr 1996 veröffentlichte Single vom Eurodance-Projekt E-Rotic. Es ist die zweite Singleauskopplung aus dem Album The Power of Sex.

## Hintergrund
Die Single wurde am 10. Januar 1996 veröffentlicht. Die Sängerin ist Lyane Leigh und die Rap-Parts kommen von David Brandes, der auch diese Single produziert hat.
Präsentiert wurde die Single nicht von den originalen Sängern, sondern von Jeanette Macchi-Meier (damals aufgetreten als Jeanette Christensen) und Terence D‘Arby. Sie waren allerdings nur Bühnendarsteller und haben bei Auftritten nur die Lippen bewegt, sprich Playback.

## Musikvideo
Das Musikvideo zu Help Me Dr. Dick wurde von Zoran Bihac gezeichnet und animiert.
Es beginnt mit einer pinkhaarigen Krankenschwester, die ein Poster mit verschiedenen brustähnlichen Bildern vor einer blonden Patientin hält, die beleidigt wird. Später wird ein Arzt namens Dr. Dick gesehen, wie er neben zwei pinkhaarigen Krankenschwestern und hinter einer tanzenden Aktentasche durch einen Raum voller Betten geht. Dr. Dick wird gesehen, wie er eine Operation an einer Frau und einem Mann durchführt und dabei Gesicht und Ohren repariert. Später hört Dr. Dick einen schreienden Ruf – „Hilfe!“ – über sein Stethoskop und aus einer Stadt und beschließt, durch die Wüste zu reisen, um die Frauen zu finden. Dr. Dick bricht in einen Raum ein und stellt fest, dass ein Mann die zuvor gesehenen blonden Frauen entführt und gefesselt hat. Dr. Dick verwandelt später sein Kartenspiel in eine Antibiotika-Nadel voller Anästhesie und verwendet sie dann bei dem Mann, um ihn zu betäuben, und küsst die blonden Frauen. Dr. Dick hilft später verschiedenen Frauen bei ihren Tragödien und führt später erneut Operationen an zwei Männern durch. Dr. Dick hört einen weiteren Anruf – „Hilfe!“ – über sein Stethoskop, das von einer Insel mit einem aktiven Vulkan kommt und auf Fische im Meer tritt, um die blonden Frauen zu retten. Dr. Dick bricht in einen Raum ein und findet heraus, dass ein grüner Tintenfisch die blonden Frauen entführt hat, und verwandelt seine Aktentasche in ein Kartenspiel und in ein Skalpell-X-Acto-Messer, um den grünen Tintenfisch auseinander zu schneiden und rettet die blonden Frauen, die auch er küsst. Dr. Dick hilft mehr Frauen und benutzt seinen Kopfspiegel, um die Outfits der pinkhaarigen Krankenschwestern zu durchschauen, mit denen er tanzt. Dr. Dick ist endlich im Weltraum zu sehen, wo er noch einmal einen Ruf hört – „Hilfe!“ – über sein Stethoskop, diesmal von einem grünen Raumschiff. Dr. Dick bricht dann in das grüne Raumschiff ein und verwandelt seine Aktentasche in ein Kartenspiel und dann in eine Strahlenkanone, die er für den roten Roboter verwendet, der die blonden Frauen entführt hat, und verwandelt den Roboter in vier kleinere Spielzeuge, die er jeweils auf seine Becken klopft und sie später küsst. Das Video endet damit, dass Dr. Dick der blonden Frau die Sauerstoffmaske entfernt und sie nach der Operation aufwacht – und feststellt, dass Dr. Dick sie und einen Mann neben ihr falsch operiert hat, wodurch beide ohnmächtig werden.

## Charts und Chartplatzierungen
| ChartsChartplatzierungen | Höchstplatzierung | Wochen |
| ------------------------ | ----------------- | ------ |
| Deutschland (GfK)        | 23 (12 Wo.)       | 12     |
| Österreich (Ö3)          | 18 (8 Wo.)        | 8      |